# Тьест-Юраньюкс
Тьест-Юранью́кс (фр. Tieste-Uragnoux) — коммуна во Франции, находится в регионе Юг — Пиренеи. Департамент — Жер. Входит в состав кантона Плезанс. Округ коммуны — Миранд.
Код INSEE коммуны — 32445.

## География

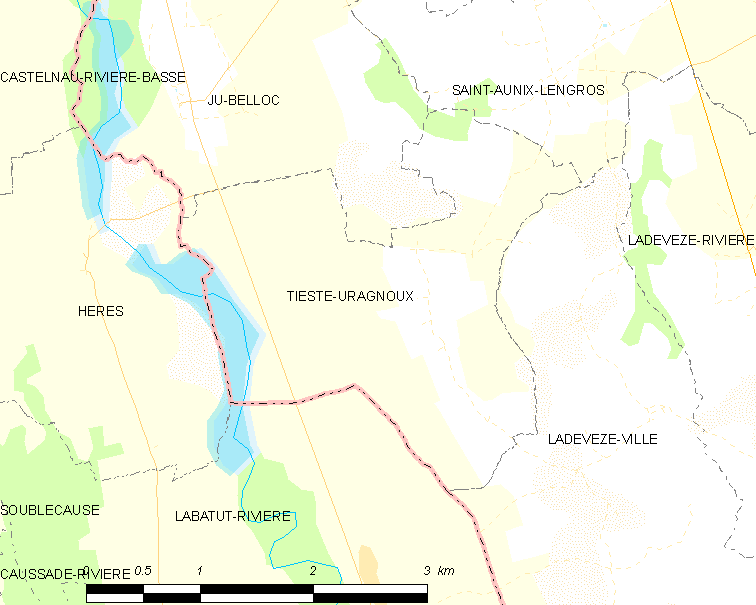
Карта коммуны

Коммуна расположена приблизительно в 620 км к югу от Парижа, в 115 км западнее Тулузы, в 50 км к западу от Оша.
На западе коммуны протекает река Адур и проходит канал Аларик.

## Климат
Климат умеренно-океанический. Лето жаркое и немного дождливое, температура часто превышает 35 °С. Зимой часто бывает отрицательная температура и ночные заморозки. Годовое количество осадков — 700—900 мм.

## Население
Население коммуны на 2010 год составляло 129 человек.
| 1962 | 1968 | 1975 | 1982 | 1990 | 1999 | 2010 |
| ---- | ---- | ---- | ---- | ---- | ---- | ---- |
| 130  | 129  | 128  | 144  | 118  | 121  | 129  |

## Администрация
| Период | Период | Фамилия        | Партия | Примечания |
| ------ | ------ | -------------- | ------ | ---------- |
| 2001   | 2008   | Гийом де Нодре |        |            |
| 2008   | 2014   | Робер Буске    |        |            |
| 2014   | 2020   | Гийом де Нодре |        |            |

## Экономика
В 2010 году среди 76 человек трудоспособного возраста (15-64 лет) 46 были экономически активными, 30 — неактивными (показатель активности — 60,5 %, в 1999 году было 59,3 %). Из 46 активных жителей работали 43 человека (26 мужчин и 17 женщин), безработных было 3 (1 мужчина и 2 женщины). Среди 30 неактивных 8 человек были учениками или студентами, 11 — пенсионерами, 11 были неактивными по другим причинам.